# 福米盖鲁
福米盖鲁是巴西南大河州的一个市镇。总面积581.989平方公里，总人口7116人，人口密度12.2人/平方公里。